# Pakra
A Pakra egy folyó Horvátországban, a Lónya bal oldali mellékvize.

## Leírása
A Pakra két forráspatakból ered. Az egyik a Recsica, mely a Psunj-hegységben ered, a másik pedig az Ožegovački, vagy más néven Mlinski-patak, mely a Ravna gorán ered. A folyó 66 km megtétele után a Lónyamezőn, 10 km-re Kutenya városától ömlik a Lónyába, pontosabban a Lónya Trebež nevű bal oldali mellékvizébe. Vízgyűjtő területe 629 km². Főbb mellékvizei a Bijela, a Crnaja (Cernaja), a Šeovica és a Jamarička. A folyó alsó folyásánál Piljenice falutól délre kiterjedt halastavak találhatók.